# Herman Wrangel
Denna artikel handlar om fältmarskalken Herman Wrangel. För andra personer med samma namn, se Herman Wrangel (olika betydelser).

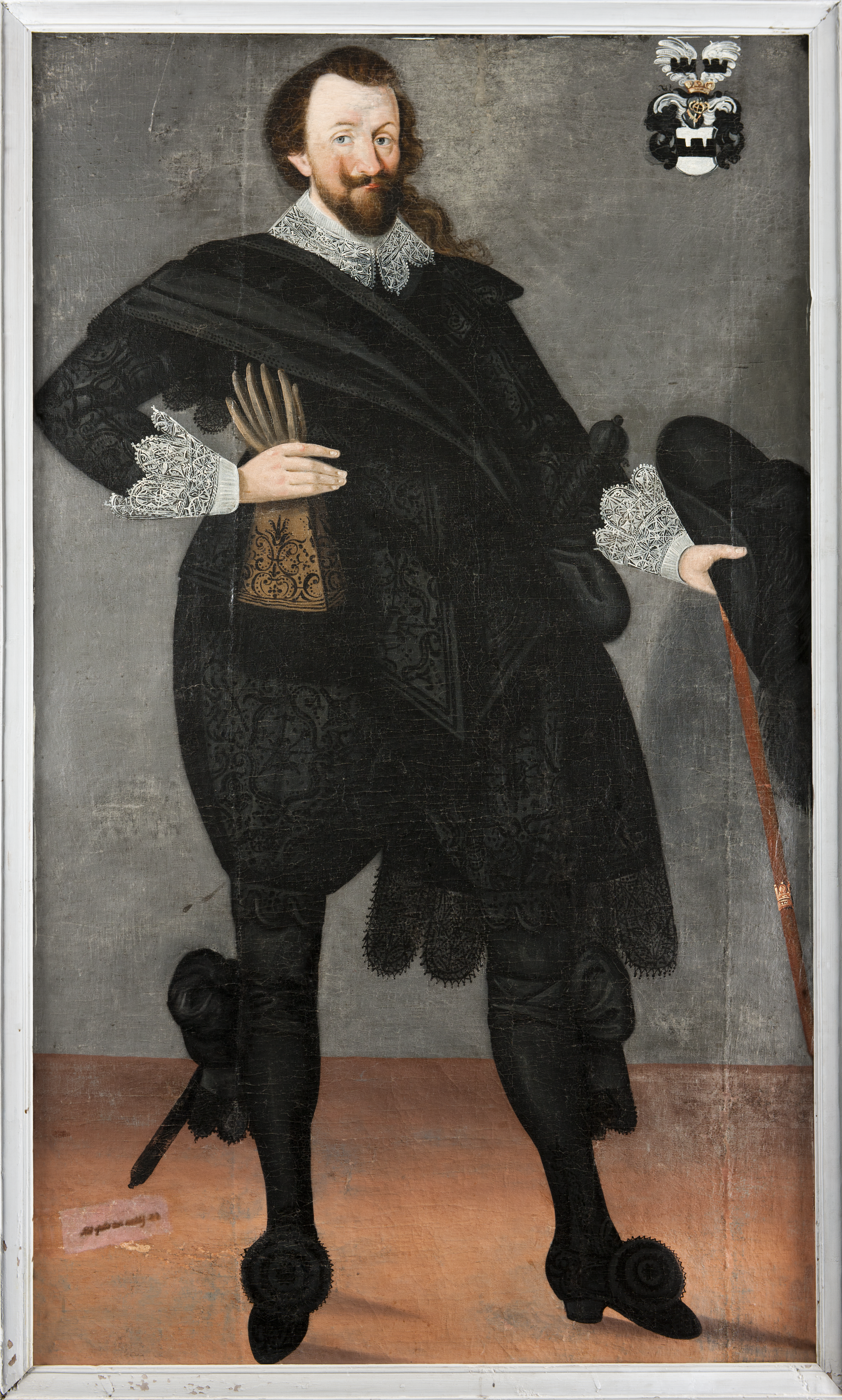
Herman Wrangel, porträtt utfört (troligen 1624) av Georg Günther Kraill von Bemeberg

Herman Wrangel, född 1584 eller 1587, död 11 december 1643, var en svensk militär av balttyskt ursprung. Han utsågs till fältmarskalk 1621, riksråd 1630 och  generalguvernör i Livland 1643. Han var far till bland andra Carl Gustaf Wrangel och Wolmar Wrangel. Hans dotter Maria Christina gifte sig med Conrad Christoff von Königsmarck och var mor till bland andra Aurora von Königsmarck och Philip Christoph von Königsmarck.

## Biografi

### Tidiga år
Wrangel medföljde som polska armén under kriget i östersjöprovinserna, och var från 1608 i svensk tjänst som ryttmästare vid Östgöta ryttare och 1612 vid konungens Liffana.
1611 erhöll han som gåva av Karl IX, det nedgångna, tidigare klostret Sko, med det stenhus som skulle bli hans sätesgård på Skokloster. Året därpå gifte han sig med Margareta Grip på slottet Tre Kronor i Stockholm och värd för bröllopet var den nyblivne Gustav II Adolf. 1613 föddes parets första son ute på Skokloster och han kom att döpas till Carl Gustaf, den blivande fältherren, riksmarsken och greven.
1612–21 var han i slottsloven på Kalmar slott, men deltog i ryska kriget och utförde även andra uppdrag, såsom när han 1619, då överste, för svensk räkning mottog det av danskarna återlämnade Älvsborg.
1621 var han riddare och fältmarskalk vid Rigas belägring; följande år deltog han även i fälttåget mot polackerna. 1623 avlöste han Peder Mikaelsson Hammarskiöld som ståthållare på Öland, men förflyttades 1625 till Jönköpings slott.

### Preussiska fälttågen 1626–29
I de preussiska fälttågen 1626–29 deltog han med utmärkelse och var därunder svensk kommendant i Marienburg samt, i kungens frånvaro, under Axel Oxenstierna befälhavare över hären. Då Potocki 1629 sökte hindra honom att med 8 000 man skynda det belägrade Strasburg i Västpreussen till undsättning, tillfogade Wrangel denne vid Gorzno ett grundligt nederlag, varvid polackerna förlorade 2 000 man i döda och sårade.
Under ett av de preussiska fälttågen skall Wrangel och Åke Tott, bägge hetlevrade, ha utmanat varandra på duell; då kungen på den utsedda mötesplatsen lät förkunna, att den av dem, som överlevde enviget, skulle till varnagel för den övriga hären straffas efter lagens bokstav, det vill säga med förlust av livet, avstod de från duellen.

### Riksråd, slottsbefälhavare och generalguvernör
Wrangel blev på våren 1630 riksråd och fick kort efter kungens avfärd till Tyskland samma år befälet över Älvsborgs och Jönköpings slott samt de däromkring förlagda trupper, som skulle skydda gränsmarkerna i händelse av ett danskt anfall.
Stort obehag vållade han den svenska regeringen, då han 1631 i Stockholm överföll danske diplomatiske agenten Pros Knudsen, i vilken han fruktade en gynnad rival om Margareta Stenbocks hand.
1632 utnämndes Wrangel till vice generalguvernör i Preussen och var 1635  en av svenskarnas fullmäktige vid underhandlingarna i Stuhmsdorf. Efter fördragets avslutande drogs Wrangels regementen till Pommern.

### I kriget 1636–37
På nyåret 1636  bildades under hans befäl en svensk kår vid Oder. Denna östra sidokår kom emellertid knappast att infria de förhoppningar man fäst vid dess upprättande, och otvivelaktigt var det ett fel, att den ej direkt underordnades Johan Banér, vars strategiska avsikter ej alltid förstods av Wrangel. Omvänt minskades dennes initiativ genom hjälpsändningar till Banér.
Från Pommern företog Wrangel hösten 1636 ett fälttåg, som förde till erövringen av Berlin och Frankfurt am Main, men bar annars ringa frukt, då armén måste retirera för överlägsna fiendekrafter tillbaka till Pommern, där Banér, sedan han på sitt berömda återtåg från Torgau lyckligt manövrerat sig ur fiendernas fälla, i juli 1637 förenade sig med Wrangel.

### Rivalitet med Banér
Sedermera stod Banér i ett befäst läger vid Stettin. Wrangel i ett likadant vid Anklam för att hindra fienden att gå över Peene.
Förhållandet emellan Banér och Wrangel var ej gott, huvudsakligen genom Wrangels fel. Till följd av Wrangels egenmäktiga uppträdande begärde Banér snart sitt avsked och att överbefälet skulle lämnas åt Wrangel, ty "två huvud för armén här är för mycket".
Redan i juli 1637 hade Wrangels avsked utfärdats, men han stannade kvar. Ehuru Banér ofta uttryckte sitt missnöje med Wrangels och hans underordnades försumlighet, kan han dock sägas ha visat tålighet mot Wrangel och mera håg till samverkan med honom än Wrangel med Banér.
Man tyckes en tid i hären ha fruktat Wrangel som en blivande ledare för den est- och livländska adeln i dess opposition emot svenska kronan. Missnöjet hos denna var på hösten 1637 stort med anledning av, att Axel Oxenstierna i sittande råd hållit ett skarpt strafftal till de estländska deputerade för den estländska adelns spotska hållning emot regeringen. Dessa farhågor visade sig emellertid ogrundade, eftersom Wrangel i flera svenska högre officerares närvaro yttrat, att han aldrig mera ville återvända till Sverige, utan draga sig tillbaka till östersjöprovinserna.
Oenigheten mellan Banér och Wrangel ökades i hög grad på hösten 1637, då Banér i Hinterpommern opererade mot fienden.
Wrangel hade rest till Greifswald och åt Vitzthum lämnat befälet över de trupper, som skulle bevaka övergångarna över Peene; de kejserlige lyckades 26 oktober gå över floden, och under reträtten till Greifswald blev Vitzthums trupper så gott som sprängda.
Vorpommern var nu nära att gå förlorat, och Banérs ställning blev vådlig. Emellertid lyckades svenskarna hålla sig kvar, tills förstärkningar anlände.

### Avsked från hären

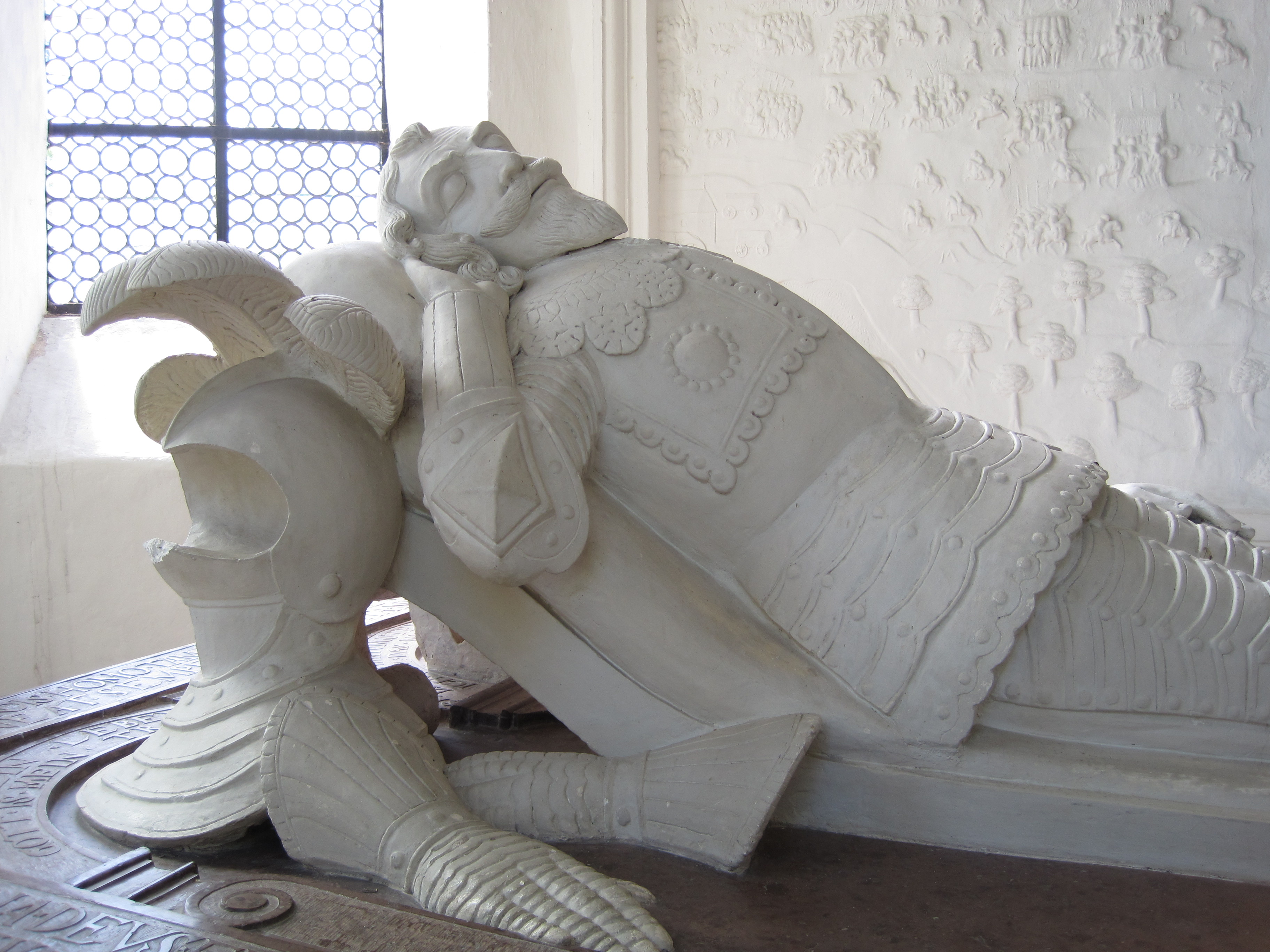
Herman Wrangels gravmonument i det Wrangelska gravkoret i Skoklosters kyrka. Skulpturen utförd av den tyske stuckatören Daniel Anckermann omkring 1650.

Då Wrangel i början av 1638 trots löften inte överlät åt Banér en styrka av 3 500 man, begärde den senare, att en av riksförmyndarna skulle sändas för att taga krigsangelägenheterna om hand, och kort därefter, i april, förnyade han sin anhållan om avsked.
På våren 1638, återkallade regeringen Wrangel till Sverige, men utnämnde ej långt därefter, antagligen för att gottgöra honom, hans då endast 24-årige son Carl Gustaf till generalmajor.
I augusti 1643 blev Wrangel generalguvernör i Livland. Han avled i december samma år.

## Galleri

Margareta Grip 1586–1624, gift 1612 med fältmarskalken Herman Wrangel i hans första gifte. Finns på Skoklosters slott.
Andra frun Katarina Gyllenstierna 1610–1629.
Hjullåspistoler som tillhört Herman Wrangel.
Porträtt på Herman Wrangel.

### Webbkällor
- Wrangel, 1. Herman i Nordisk familjebok (andra upplagan, 1921)